# Ziegelhütte (Scheinfeld)
Ziegelhütte (fränkisch: Ziechlhiddn) ist ein Wohnplatz der Stadt Scheinfeld im Landkreis Neustadt an der Aisch-Bad Windsheim (Mittelfranken, Bayern).

## Lage
Die Einöde ist mittlerweile als Haus Nr. 34 der „Adi-Dassler-Straße“ aufgegangen. Diese führt zum Stadtkern von Scheinfeld zur Staatsstraße 2261 (0,9 km westlich) bzw. nach Klosterdorf ebenfalls zur St 2261 (0,5 km nordöstlich). Im Osten grenzen Acker- und Grünflächen an.

## Geschichte
Im Zinsbuch des Amtes Schwarzenberg des Jahres 1506 wurden Äcker „bey der Zigelhütten“ schriftlich erwähnt. Mit dem Gemeindeedikt (frühes 19. Jahrhundert) wurde Ziegelhütte dem Steuerdistrikt und der Munizipalgemeinde Scheinfeld zugeordnet.

### Ehemaliges Baudenkmal
- Wohnhaus, laut Auskunft der Besitzer ehemals im Türsturz bezeichnet „1828“. Zweigeschossiger verputzter Massivbau mit Satteldach, in neuerer Zeit umgebaut. Angebaut zweigeschossige Formerei. Verputzter Bau aus Bruchsteinen im Erdgeschoss, Fachwerk im Obergeschoss, mit Halbwalmdach, 19. Jahrhundert, zuletzt 1920 verwendet, ebenso wie die nach Brand erneuerte Brennerei mit Ziegelofen; unverputzter Fachwerkbau, 19. Jahrhundert, auf hohem Sockelgeschoss aus Bruchsteinen mit Satteldach.[5]

### Einwohnerentwicklung
| Jahr      | 001840 | 001861 | 001871 | 001885 | 001900 | 001925 | 001950 | 001961 | 001970 |
| Einwohner | 4      | 9      | 6      | 4      | 8      | 8      | 10     | 4      | 3      |
| Häuser    | 1      |        | 1      | 1      | 1      | 1      | 1      |        |        |
| Quelle    | [ 7 ]  | [ 8 ]  | [ 9 ]  | [ 10 ] | [ 11 ] | [ 12 ] | [ 13 ] | [ 14 ] | [ 15 ] |

## Religion
Ziegelhütte ist römisch-katholisch geprägt und bis heute nach Mariä Himmelfahrt (Scheinfeld) gepfarrt.